# Rye Rye
Ryeisha Berrain, bedre kendt som Rye Rye,  er en rapper fra USA.